# Конь, ружьё и вольный ветер
«Конь, ружьё и вольный ветер» — исторический истерн 1975 года киностудии «Молдова-фильм» режиссёра Владимира Иовицэ.

## Сюжет
XVIII век, молдавская земля под игом иноземных захватчиков и гнётом местных бояр с которыми борятся гайдуки атамана Бадиу. Боярину Мане с помощью наемников удалось захватить атамана в плен. Но дочь боярина, полюбившая атамана, собирает отряд гайдуков для освобождения Бадиу.

## В ролях
- Владимир Ломизов — Бадиу
- Людмила Гарница — дочь боярина
- Пётр Баракчи — Маня, боярин
- Ион Унгуряну — Новак
- Виктор Чутак — Марку
- Леонхард Мерзин — Козма
- Василе Брескану — Константин
- Юлиан Кодэу — Алимош
- Константин Константинов — Али-ага
- Думитру Карачобану — Окешел
- Василий Симчич — слепой
- Марина Айдова — Илинка
- Мефодий Апостолов — турок
- Николае Дарие — турок
- Михай Курагэу — турок
- Александр Мутафов — крестьянин
- Илие Гуцу — крестьянин
- Нинела Каранфил — крестьянка (нет в титрах, дебют в кино)

## Критика
В картине В. Иовицо отсутствуют концепция народного героя, обобщенный образ гайдуцкого движения, выразительная стилистика. По музыкальному решению, выбору костюмов, роли природы, т. е. по всем художественным компонентам, лента «Конь, ружье и вольный ветер» значительно уступает во многом наивному, но наделённому драматичностью, яркой выразительностью и романтичностью фильму «Атаман Кодр». Вызывают недоумение надуманность и случайность сюжетного хода ленты, фабула запутана и прихотлива.— Пламадяла А. М. — Кино, фольклор и литература: Преломление национальных художественных традиций в Молдавском киноискусстве. — Кишинев, 1985. — 155 с. — стр. 35